# پونام بجوا
پونام بجوا (به انگلیسی: Poonam Bajwa) بازیگر و مدل هندی است که در فیلمهای مالایالم، تامیل، تالیوود و کانارایی نقش آفرینی نموده است. اولین بازیگریش را در تالیوود با فیلم، اولین فیلم (هندی: Modati Cinema) در سال ۲۰۰۵ آغاز نمود، که بعد نقش آفرینی وی در فیلمهای تالیوود همانند فیلم رئیس (۲۰۰۶) به چشم آمد. اولین نقش آفرینی وی در سینمای تامیل در فیلم خروس (۲۰۰۸) بود. او با کارگردان سینما، سونیل ردی ازدواج نمود.

## دوران ابتدایی زندگی و تحصیلات
فردی پنجابی زاده، از والدینی به نامهای عمارجیت سینگ بجوا، افسر نیروی دریایی و جیالاکشمی بجوا در بمبئی زاده شد. خواهری کوچکتر از خود به نام دیپیکتا بجوا دارد.

## دوران حرفه بازیگری
وی آغاز بازیگریش را در تالیوود با فیلم، اولین فیلم، در سال ۲۰۰۵ شروع نمود، در ادامه در چند فیلم تالیوود، از جمله فیلم رئیس در نقش مقابل ناگرجونا و فیلم دویدن به کارگردانی باسکار، ظاهر شد. وی شروع بازیگریش در تامیل را با فیلم خروس از نوع فیلم ماسالا به کارگردانی هاری آغاز نمود و در پی آن در فیلمهای رشادت و جشن، مراسم شروع می‌شود، هم چنین دو فیلم خائن و قلعه برادر کوچکتر که با جیوا هم بازی گردید، بازیگری را ادامه داد. او در فیلم محله چینی‌ها، یک فیلم مالایالم بازی نمود.

## فیلم‌شناسی
| سال  | نام فیلم              | نقش                 | زبان     | نکات                                | مرجع   |
| ---- | --------------------- | ------------------- | -------- | ----------------------------------- | ------ |
| ۲۰۰۵ | اولین فیلم            | سیندو               | تلوگو    | شروع به کار در تلوگو-زبان           | [ ۲ ]  |
| ۲۰۰۶ | عشق یعنی این          | پاوانی              | تلوگو    |                                     | [ ۳ ]  |
| ۲۰۰۶ | رئیس                  | شروتی رمپراکاش      | تلوگو    |                                     |        |
| ۲۰۰۶ | برای خواهر کوچکتر     | پریا                | کنادا    | شروع به کار در فیلم کنادا-زبان      | [ ۴ ]  |
| ۲۰۰۷ | جشن                   | هارینی              | تلوگو    |                                     |        |
| ۲۰۰۸ | دویدن                 | سوبالاکشمی          | تلوگو    |                                     |        |
| ۲۰۰۸ | خروس                  | پریجتام پنچامی      | تامیل    | شروع به کار در فیلم تامیل-زبان      |        |
| ۲۰۰۸ | رشادت                 | گایاتری             | تامیل    |                                     | [ ۵ ]  |
| ۲۰۱۰ | جشن، مراسم شروع می‌شود | مدی                 | تامیل    |                                     | [ ۶ ]  |
| ۲۰۱۰ | خائن                  | شروتی لوچانی        | تامیل    |                                     | [ ۷ ]  |
| ۲۰۱۱ | قلعه برادر کوچکتر     | کاناگا آمیرتهاینگام | تامیل    |                                     | [ ۸ ]  |
| ۲۰۱۱ | محله چینی‌ها           | امیلی               | مالایالم | شروع به کار در فیلم مالایالم-زبان   |        |
| ۲۰۱۱ | تاجر ونیزی            | لاکشمی              | مالایالم |                                     | [ ۹ ]  |
| ۲۰۱۵ | مرد                   | خودش                | تامیل    | حضور ویژه در آواز «مدرس به مادورای» |        |
| ۲۰۱۵ | رومئو و ژولیت         | نیشا                | تامیل    |                                     |        |
| ۲۰۱۶ | کاخ ۲                 |                     | تامیلی   |                                     |        |
| ۲۰۱۹ | ن. ت. ر: قهرمان       | گاراپاتی لوکشواری   | تلوگو    |                                     | [ ۱۰ ] |
| ۲۰۲۲ | قرن نوزدهم            | ملکه تراوانکور      | مالایالم |                                     | [ ۱۱ ] |
| ۲۰۲۲ | من موسی هستم          | کونجیپاتو           | مالایالم |                                     | [ ۱۲ ] |
| ۲۰۲۲ | گورمورتی              |                     | تامیل    |                                     |        |